# Lista de países por produção de crômio
O crômio é um elemento químico designado pelo símbolo Cr e tem um número atômico 24. É geralmente encontrado como o mineral cromita, a partir do qual o ferrocromo é produzido em um processo de fundição.

## Lista de países mineradores
Esta é uma lista de países por mineração de minério de crômio em 2019, com base no United States Geological Survey acessado em 2020.
| Classificação | País / Região | Produção de minério de cromo (toneladas) |
| ------------- | ------------- | ---------------------------------------- |
|               | Mundo         | 44.000.000                               |
| 1             | África do Sul | 17.000.000                               |
| 2             | Turquia       | 10.000.000                               |
| 3             | Cazaquistão   | 6.700.000                                |
| 4             | Índia         | 4.100.000                                |
| 5             | Finlândia     | 2.200.000                                |
|               | Outros países | 4.000.000                                |